# Progress MS-6
Progress MS-6 (ryska: Прогресс МС-6) eller som NASA kallar den, Progress 67 eller 67P, är en rysk obemannad rymdfarkost som levererade förnödenheter, syre, vatten och bränsle till Internationella rymdstationen (ISS). Farkosten sköts upp med en Sojuz-2.1a-raket, den 14 juni 2017, från Kosmodromen i Bajkonur. Den dockade med rymdstationen den 16 juni 2017.
Farkosten lämnade rymdstationen den 28 december 2017 och brann som planerat upp i jordens atmosfär några timmar senare.

## Pirs
Man planerade att använda Progress MS-6 för att plocka bort den ryska Pirs modulen från rymdstationen, Pirs måste tas bort för att ge plats åt den ryska Nauka modulen. Då uppskjutningen av Nauka, blivit framflyttad flera gången, kommer denna manöver genomföras av en annan Progress farkost.

### Fotnoter
1. 1 2  ”NASA Space Science Data Coordinated Archive” (på engelska). NASA. https://nssdc.gsfc.nasa.gov/nmc/spacecraft/display.action?id=2017-033A. Läst 1 mars 2020.
2. 1 2 3  ”Progress MS-06 launches; mission to remove Pirs module delayed” (på engelska). sid. nasaspaceflight.com. Arkiverad från originalet den 13 juni 2017. https://web.archive.org/web/20170613192938/https://www.nasaspaceflight.com/2017/06/progress-ms-06-mission-remove-pirs-iss/. Läst 14 juni 2017.